# Leandro (São Pedro Fins)
Leandro é um lugar de São Pedro Fins, no concelho da Maia. Esse local dá o nome à Ribeira do Leandro, também conhecida por Ribeira de Paredes.

## Património e Arqueologia
- Mamoa 1 do Leandro

## Actividades Económicas
- Industria
- Agricultura

## Infraestruturas
- Apeadeiro de Leandro
- Campo de Jogos Municipal de S. Pedro de Fins